# Józef Górka (1894–1945)
Józef Górka (ur. 8 grudnia 1894 w Łodzienicy, zm. 6 maja 1945 w Ebensee) – starszy sierżant Wojska Polskiego, działacz niepodległościowy, kawaler Orderu Virtuti Militari.

## Życiorys
Urodził się 8 grudnia 1894 w Łodzienicy, w powiecie opawskim, w rodzinie Kacpra i Rozalii z Kulczyków.
W 1932 pełnił służbę w Wojskowym Więzieniu Śledczym Nr 1 w Warszawie na stanowisku podoficera rachunkowego.
Po powstaniu warszawskim skierowany do obozu przejściowego w Pruszkowie. 4 września 1944 przybył do obozu koncentracyjnego Auschwitz, a po pięciu dniach został przeniesiony do obozu Mauthausen. Zmarł 6 maja 1945 w podobozie Ebensee, tuż po jego wyzwoleniu.
Był żonaty z Marią z Paradowskich, miał pięcioro dzieci: Krystynę (ur. 1922), Zdzisława (1924–2015), Zofię (ur. 1926), Jadwigę (ur. 1928) i Irenę (ur. 1930). Zdzisław Górka „Zdzich” walczył w powstaniu warszawskim w II plutonie 1 kompanii Zgrupowania „Kryska”.

## Ordery i odznaczenia
- Krzyż Srebrny Orderu Wojskowego Virtuti Militari nr 7431 – 17 maja 1922[7][1][8][9][10]
- Krzyż Niepodległości – 9 listopada 1931 „za pracę w dziele odzyskania niepodległości”[11]
- Krzyż Walecznych czterokrotnie „za czyny orężne w bojach byłego 3 pp Legionów Polskich”[12]
- Medal Pamiątkowy za Wojnę 1918–1921[1]
- Medal Dziesięciolecia Odzyskanej Niepodległości[1]
- Medal Zwycięstwa[1]